# Загребское лёгкое метро
За́гребское лёгкое метро́ — планируемая система скоростного внеуличного городского транспорта столицы Хорватии Загреба, одного из последних крупнейших столичных европейских городов, не имеющих таковую.
Первые планы строительства метрополитена в Загребе были составлены в конце существования Социалистической Югославии в 1980-х годах. В 1992 году возможность сооружения метро рассматривали Хорватские железные дороги. Эти планы не были реализованы в связи с экономической нецелесообразностью ввиду очень высокой стоимости сооружения при избыточности для транспортных потоков немиллионного города (провозная способность традиционного метрополитена достигает десятков тысяч человек в час, в то время как максимальные пассажиропотоки в Загребе оцениваются в тысячи).
Начиная с 2000-х годов, было признано оптимальным создавать в городе систему лёгкого метро с максимальной провозной способностью 24 тысячи пассажиров в час и средней скоростью поездов 35 км/ч.
В 2004 году городскими властями был составлен первый план создания лёгкого метро. Согласно плану, одна линия должна пройти с использованием железнодорожного тоннеля в районе Медведница с севера на юг до района Бузин (далее возможно до аэропорта), другая — с запада на восток, соединив районы Дубец и Малежница. Строительство планировалось в течение 16 лет.
В 2005 году по инициативе мэра Загреба Власты Павич во время её визита в Москву рассматривалась возможность привлечения для проектирования и строительства лёгкого метро российских специалистов.
В январе 2007 года загребской администрацией Милана Бандича был объявлен проект сооружения будущей системы линий автоматизированного подземно-надземного лёгкого метро из 4 — 5 линий. Первая линия имеет длину 22,7 км, из которых 10 км — подземные. Всего были запланированы пересекающиеся в центре 3 линии в направлении с запада на восток и 2 линии с севера на юг, в том числе линии Малежница — Дубец, Янкомир — Боронгай, Долье — Бузин, Пречко — Дубец. На всех линиях участки в центре города должны быть подземными глубиной до 18,5 м. Полная длина всей системы линий составит 80 км, в том числе 25 км под землёй. Стоимость сооружения всей системы за 20 и более лет оценена в 5,5 млрд евро, первого участка длиной 12,5 км линии Малежница — Дубец в течение 10-12 лет — от 0,6 до 1,14 млрд евро.
В ноябре 2008 года на конференции «Развитие Загреба» профессором Дамиром Полошки из гражданского инженерного факультета Загребского университета стоимость сооружения 56 км линий была рассчитана в 2,5 млрд евро (40 млн за 1 км), первой очередью предложено сооружение за 0,5 млрд евро в 2010—2015 годах участка в 11 км от Черномерки на западе до Дубравы на востоке (от Загребского шоссе до Данковечкой улицы) с последующим продлением на запад в Шкорпиков, второй линией определено направление с севера на юг от Долье до Бузина, радиальные линии предложено дополнить небольшой кольцевой линией Ватиканская — озеро Ярун — Верхний город — Воловчица — Ватиканская, а сроком завершения создания всех линий системы был назван 2030 год.
В сентябре 2009 года в Хорватской палате гражданских инженеров был презентован проект сооружения лёгкого метро опытного инженера-проектировщика железнодорожных систем, члена Международной тоннельной ассоциации Даворина Колича. Линии север-юг и запад-восток общей длиной 30 км должны иметь небольшие подземные участки в центре (3,3 км и 5 станций и 4 км на первой и 2,5 км и 4 станции на второй), а также 2,5 км на эстакаде у озера